# Taku Kishimoto
Taku Kishimoto (岸本 卓?, Kishimoto Taku; Kōbe, maggio 1975) è un drammaturgo giapponese.

## Biografia
Nato a Kōbe, nella prefettura di Hyōgo, Kishimoto ha frequentato una scuola in giapponese a Hong Kong durante i primi anni di elementari e - sebbene inizialmente desiderasse diventare arredatore feng shui a causa della passione per Teito monogatari - si è successivamente laureato in legge e lettere con un corso serale all'università di Ehime perseguendo in seguito un master presso l'università di Chiba. Nell'aprile 2002, dopo aver lavorato part-time presso Kōdansha e in seguito nella redazione di Saizo, alle dipendenze di Toshio Suzuki, che aveva conosciuto dopo aver scritto un articolo critico sullo Studio Ghibli, Kishimoto si è brevemente trasferito negli Stati Uniti e, tre anni dopo, nel febbraio 2005, entrò a far parte dello studio Ghibli a sua volta, venendo soprannominato "Nayo" da Suzuki.
Kishimoto si candidò al concorso per scrivere la sceneggiatura di Arrietty - Il mondo segreto sotto il pavimento ma Hayao Miyazaki non scelse la sua sceneggiatura. Successivamente divenne responsabile della produzione di La storia della Principessa Splendente, il nuovo progetto di Isao Takahata, già autore de I miei vicini Yamada, cui si avvicinò dopo il rifiuto della sceneggiatura di Arietty. La storia di Takahata si basa su Taketori monogatari, Yanagibashi monogatari di Shūgorō Yamamoto e Nascita di una ninna nanna di Norio Akasaka, pur tentando di seguirne lo schema, alla dine Kishimoto decide di abbandonare il progetto nell'agosto 2008 cedendo il posto a Yoshiaki Nishimura.
Successivamente ha frequentato un corso di sceneggiatura sponsorizzato dall'Associazione degli sceneggiatori e ha lasciato il Ghibli nel novembre 2009 . In seguito si è dedicato alla scrittura di sceneggiature d'animazione, debuttando nel 2011 con Usagi Drop, di cui è sia sceneggiatore che compositore.